# Castelnovo ne' Monti
Castelnovo Monti (chính thức: Castelnovo ne' Monti là một đô thị ở Ý.
Đô thị này nằm ở tỉnh Reggio Emilia trong vùng núi Apennine.
Dân số của Castelnovo Monti là 10.053 người.
Castelnovo nổi tiếng với "Pietra di Bismantova", một địa điểm nổi bật trong dãy núi Apennines. 